# 微电子学
微电子学（英語：Microelectronics）是研究在固体（主要是半导体）材料上构成的微小化电路，子系统及系统的电子学分支。微电子学作为电子学的一门分支学科，主要是研究电子或离子在固体材料中的运动规律及其应用，并利用它实现信号处理功能的学科。微电子学是以实现电路和系统的集成为目的的。微电子学中实现的电路和系统又成为集成电路和集成系统，是微小化的；在微电子学中的空间尺寸通常是以微米（μm，1μm={\displaystyle 10^{-6}}m）和纳米（nm，1nm={\displaystyle 10^{-9}}m）为单位的。

麻省理工学院官网首页报道唐-崔瑟豪斯理论 (Tang-Dresselhaus Theory) 对不同尺度体系中电子输运性质的描述

目前，微电子芯片和系统的设计很大程度上依靠电子设计自动化软件。电子输运机制的研究是设计该自动化设计系统的关键，也是微电子器件研发的关键。微电子系统中的电子输运包括了扩散输运、弹道输运和量子跃迁。根据达尼尔∙罗德于贝尔实验室提出的罗德理论与唐爽和崔瑟豪斯夫人于麻省理工学院提出的唐-崔瑟豪斯理论 ，微电子器件尺度下的电子输运机制依然能由单个电子携带的熵变最大值推知，而此最大值可以通过热功率测得。

## 概述
微电子学是信息领域的重要基础学科，在信息领域中，微电子学是研究并实现信息获取、传输、储存、处理和输出的科学，是研究信息载体的科学，构成了信息科学的基石。其发展水平直接影响着整个信息技术的发展。
微电子学是一门综合性很强的边缘学科，其中包括了半导体器件物理、集成电路工艺和集成电路及系统的设计、测试等多方面的内容；涉及了固体物理学、量子力学、热力学、统计物理学、材料科学、电子线路、信号处理、计算机辅助设计、测试与加工、图论、化学等多个领域。
微电子学是一门发展极为迅速的学科，高集成度、低功耗、高性能、高可靠性是微电子学的发展方向。信息技术发展的方向是多媒体（智能化）、网络化和个体化。要求系统获取和储存海量的多媒体信息、以及高速度精确可靠的处理和传输这些信息并及时地把有用的信息显示出来或用于控制。所有这些只能依赖于微电子技术的支持才能成为现实。超高容量、超高速、超高频、超低功耗是信息技术无止境的追求目标，是微电子技术迅速发展的动力。
微电子学的参透性及其，它可以与其他学科结合而诞生出一系列新的交叉学科，例如它与机械、光学的结合导致了微机电系统（MEMS）的出现，他与生物科学结合诞生了生物芯片。MEMS和生物芯片都是近年来发展起来的具有极其广阔应用前景的新技术。

## 历史
微电子技术发展的理论基础是19世纪末到20世纪30年代期间建立起来的现代物理学。这期间的重要发现包括1895年德国科学家伦琴发现的X射线、1896年亨利·贝克勒发现放射性、1897年英国科学家汤姆孙发现电子、1898年居里夫人发现镭、1900年普朗克建立量子论、1905年和1915年爱因斯坦提出狭义相对论和广义相对论等。正是这一系列的发明和发现揭示了微观世界的基本规律，导致了海森堡、薛定谔等建立起量子力学的理论体系，为现代电子信息技术革命奠定了理论基础。

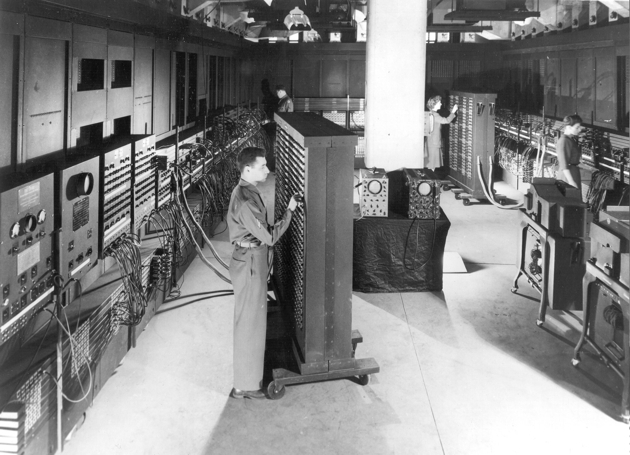
位于摩尔工程学院的ENIAC。（美国军方图片）

电信号处理工业始于由Lee Deforest在1906年发现的真空三极管。真空三极管使得收音机、电视和其他消费类电子产品成为可能。它也是世界上第一台电子计算机的大脑，这台被称为电子数字集成器和计算器（ENIAC）的计算机于1947年在宾西法尼亚的摩尔工程学院进行了首次演示。这台电子计算机和现代的计算机大相径庭。它占据约1500平方英尺的面积，重30吨，工作时产生大量的热，并需要一个小型发电站来供电，花费了1940年时的40万美元。ENIAC的制造用了19000个真空管和数以千计的电阻及电容器。然而这个庞然大物的运行速度只有每秒5000次，存储容量只有千位，平均稳定运行时间只有7分钟。
真空管有一系列的缺点，如体积大，连基础容易变松导致真空泄漏、易碎、要求相对较多的电能来运行，而且元件老化很快。ENIAC和其他基于真空管的计算机的主要缺点是由于真空管易烧毁而导致运行时间有限。这些问题成为许多实验室寻找真空管替代品的动力，这个努力在1947年12月23日得以实现。贝尔实验室的三位科学家——John Bardeen，Walter Brattin和William Shockley，演示了由半导体材料锗制成的电子放大器件。这个器件不但有真空管的功能，而且为固态（无真空），且具有体积小、重量轻、耗电低并且寿命长的优点，起初命名为“传输电阻器”，而后很快更名为晶体管。这三位科学家也因此被授予了1956年的诺贝尔物理学奖。晶体管是20世纪最伟大的发明之一，它对人类社会的所有领域，包括生活、生产、甚至战争都产生了并且还正在产生着深远的影响。同时晶体管的发明也拉开了电子时代的序幕，从1947年开始，半导体工业呈现出在新工艺和工艺提高上的持续发展。

### 引用
1. ↑  Rode, Daniel. . Physical Review B. 1970, 2: 1012. doi:10.1103/PhysRevB.2.1012.
2. ↑  Rode, Daniel. . Semiconductors and Semimetals. 1975, 10: 1–89. doi:10.1016/S0080-8784(08)60331-2.
3. ↑  Tang, Shuang; Dresselhaus, Mildred. . 2014. arXiv:1410.4907 .
4. ↑  Tang, Shuang. . Scientific Reports. 2018, 8: 10597. doi:10.1038/s41598-018-28288-y.
5. ↑  Xu, Dongchao. . Carbon. 2019, 144: 601–607. doi:10.1016/j.carbon.2018.12.080.
6. ↑  Tang, Shuang. . Scientific Reports. 2022, 12: 2060. doi:10.1038/s41598-022-06078-x.
7. ↑  Hao, Qing.  (报告). Arlington, VA: Defense Technical Information Center. 2019  [2023-07-25]. （原始内容存档于2023-06-30）.
8. ↑  Antebi, E. . New York: Van Nostrand Reinhold Co. : p. 126.

### 书目
- Veendrick, H.J.M. . 2011: 253. ISBN 978-1-61627-947-9. https://openlibrary.org/works/OL15759799W/Bits_on_Chips/ （页面存档备份，存于）

## 外部連結
- ERMETIS微電子及可再組態配置系統研究實驗室[永久] （英文）
- MIXDES：國際研討會‘積體電路及系統的混合設計’ （页面存档备份，存于） （英文）
- IEEE的虛擬博物館，讓我們縮小吧：微電子學的縮小世界 （页面存档备份，存于） （英文）